# Чан, Мэри Джин
Мэри Джин Чан (англ. Mary Jean Chan) — гонконгско-китайский поэт, преподаватель, редактор и критик, чей дебютный поэтический сборник «Flèche» в 2019 году получил премию Costa Book Award в категории «Поэзия». Вторая книга Чан, «Bright Fear», была опубликована в 2023 году. Чан выступит судьёй Букеровской премии 2023 года.

## Биография
Мэри Джин Чан родилась в 1990 году, выросла в Гонконге. В 2012 г. Чан окончила Суортмор-колледж, получив степень бакалавра по политологии и специализацию по английской литературе. Чан получила степень магистра философии в Оксфорде по специальности «Международное развитие», а также магистра и доктора философии по специальности «Творческое письмо» в Королевском колледже Холлоуэй Лондонского университета.
В 2018 году в издательстве «Игнипресс» вышел памфлет Чан «A Hurry of English», который был выбран в качестве Summer Pamphlet Choice Poetry Book Society. Дебютный поэтический сборник Чан «Flèche» был опубликован издательством Faber & Faber. В 2019 году книга получила премию Costa Book Award for Poetry.
В 2019 г. Чан вошла в список 10 лучших писателей BAME в Великобритании, составленный Джеки Кей. Кей назвала поэзию Чан «психологически проницательной и культурно сложной».
Чан занимает должность старшего преподавателя по творческому письму (поэзия) в Oxford Brookes University, а также является тьютором по программе MSt in Creative Writing в Оксфордском университете. В 2023-24 гг. Чан будет стипендиатом Джудит Э. Уилсон по поэзии в Кембриджском университете.
В 2023 году второй сборник стихов Чан «Bright Fear» вошёл в шорт-лист премии Forward Prizes for Poetry.

## Награды
- 2023 Forward Prize for Best Collection (Шорт-лист)
- 2022 Books Are My Bag Readers' Awards (шорт-лист)
- 2021 Lambda Literary Awards (финалист)
- 2020 Dylan Thomas Prize (шорт-лист)[9]
- 2019 Costa Book Award for Poetry, Flèche[5]
- 2019 Eric Gregory Award, A Hurry Of English[10]
- 2018 Poetry Society Geoffrey Dearmer Award[11]
- 2017 Forward Prize for Best Single Poem[12]
- 2017 Poetry Society Anne Born Prize[13]
- 2017 National Poetry Competition[1]
- 2016 Oxford Brookes International Poetry Competition, 'Wet Nurse'[14]